# Tikkakoski

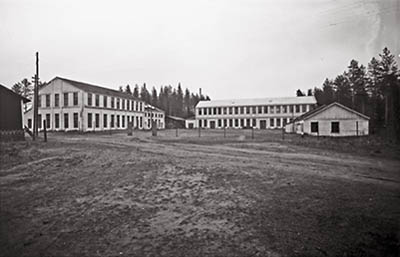
Tikkakoski vapenfabrik på 1930-talet.

Tikkakoski är en tätort (finska: taajama) i Jyväskylä stad (kommun) i landskapet Mellersta Finland i Finland. Vid tätortsavgränsningen den 31 december 2021 hade Tikkakoski 4 133 invånare och omfattade en landareal av 6,04 kvadratkilometer.
Orten ligger cirka 17 kilometer norr om Jyväskylä centrum. Före sammanslagningen 2009 hörde tätorten till Jyväskylä landskommun. I tätorten finns en garnison med bland annat Luftkrigsskolan samt Jyväskylä flygplats, där också Mellersta Finlands flygmuseum ligger.
I Tikkakoski ligger skolan Tikkakoski högstadium (Tikkakosken koulu). Skolan hade 350 elever år 2012. Ett gymnasium med 100 elever delade byggnad med grundskolan. Grundskolan grundades i Suojärvi i Viborgs län 1938. Skolan evakuerades 1944 och fortsatte i Tikkakoski under sitt gamla namn Suojärven yhteiskoulu. Skolan var en privat samskola. Det nya namnet togs i bruk 1949, då verksamheten övertogs av en ny understödsförening. Ett nytt skolhus som fortfarande fungerar som huvudbyggnad togs i bruk 1952. Skolan fick rätt att utdimittera studenter 1 september 1964. Skolan blev kommunal 31 juli 1973, varvid gymnasiet och grundskolan blev självständiga enheter.
Mellan 1893 och 1983 var Tikkakoski vapenfabrik verksam i Tikkakoski.